# Диадекты
Diadectes (лат.) — род примитивных четвероногих, живший с верхнего карбона по нижнюю пермь, 299—271 млн лет назад. Описаны Э. Д. Коупом в 1878 году. Считаются либо относительно продвинутыми рептилиоморфами, либо примитивными амниотами (парарептилии). В классе завропсид входят в отряд котилозавров, либо выделяются в отряд/подотряд диадектоморфов, более примитивных, чем прочие амниоты. 
Включают крупные (более 2 метров длиной) плотоядные и еще более крупные (свыше 3 метров) травоядные формы, некоторые — полуводные, другие — полностью наземные.  
Череп очень массивный — до 50 см, анапсидный, крыша черепа толстая, губчатая. Глубокие «ушные» вырезки, образованные квадратной костью, как у амниот. Очень крупное отверстие теменного глаза. Щёчные зубы поперечно расширены, передние зубы долотовидные, наподобие резцов млекопитающих. Есть примитивное вторичное нёбо. Скелет у крупных видов массивный, хвост короткий, конечности относительно короткие, толстые. Ногтеобразные когти, возможно, отражают приспособление к полуроющему образу жизни.
Диадекты — самые первые из настоящих растительноядных тетрапод. Тем не менее, истинный характер их питания остаётся неизвестным — высказывались предположения об их питании моллюсками. Не исключено, что диадекты поедали какую-то растительную пищу, заключённую в твёрдую оболочку.
Крупные диадектиды могли быть относительно привязаны к влажным биотопам, но мелкие виды (типа D. absitus из Бромакера) были вполне сухопутными. Остатки диадектид относительно редки в захоронениях. Примерно 14 видов из позднего карбона — ранней перми Юга США (Техас, Нью-Мексико, Оклахома) и Германии (Бромакер). Самые крупные виды (D. phaseolinus, D. tenuitectus, D. maximus) — североамериканские из формации Уичита. Близкие к диадекту Orobates (ранняя пермь Бромакера), Phanerosaurus (ранняя пермь Сахена в Германии), Diasparactus, Desmatodon (ранняя пермь США, Нью-Мексико) — относительно мелкие животные, до 1,5 метров длиной. Диадектиды вымерли в конце ранней перми, возможно, вытесненные казеидами.